# Châu Phú B (Châu Đốc)
Châu Phú B is een phường in de thị xã Châu Đốc, in de Vietnamese provincie An Giang. Châu Phú B ligt aan de westelijke oever van de Hậu.